# Ninetis russellsmithi
Ninetis russellsmithi is een spinnensoort uit de familie trilspinnen (Pholcidae). De soort komt voor in Malawi. 